# Serie A1 1952/53
Die Saison 1952/53 war die 20. Spielzeit der Serie A1, der höchsten italienischen Eishockeyspielklasse. Meister wurde zum insgesamt vierten Mal in der Vereinsgeschichte der HC Diavoli Rossoneri Milano.

## Modus
In der Hauptrunde wurde die Liga in zwei Gruppen mit jeweils drei Mannschaften aufgeteilt. Die Erstplatzierten der beiden Gruppen qualifizierten sich für die Finalrunde, in der sie auf die beiden großen Mailänder Klubs trafen. Der Erstplatzierte der Finalrunde wurde Meister. Für einen Sieg erhielt jede Mannschaft zwei Punkte, bei einem Unentschieden gab es einen Punkt und bei einer Niederlage null Punkte.

## Hauptrunde

### Gruppe A
|    | Klub       | Punkte |
| -- | ---------- | ------ |
| 1. | SG Cortina | 6      |
| 2. | HC Ortisei | 6      |
| 3. | HC Bozen   | 0      |

### Gruppe B
|    | Klub          | Punkte |
| -- | ------------- | ------ |
| 1. | HC Auronzo    | 6      |
| 2. | HC Alleghe    | 4      |
| 3. | Asiago Hockey | 2      |

## Finalrunde
|    | Klub                        | Punkte |
| -- | --------------------------- | ------ |
| 1. | HC Diavoli Rossoneri Milano | 6      |
| 2. | HC Milano Inter             | 4      |
| 3. | SG Cortina                  | 2      |
| 4. | HC Auronzo                  | 0      |

## Meistermannschaft
Ambrogio Abascià – Mario Bedogni – John Bremner – Giancarlo Bucchetti – Joe De Felice – Emilio Delfino – Aldo Federici – Antonio Fresia – Pete Roy – Ronald Sartor